# Nava Shield
Nava Shield è un malware di tipo rogueware per Microsoft Windows creato nel 2009.

## Comportamento
Appena installato, il virus non dimostra alcun comportamento malevolo; I suoi payload iniziano dopo una settimana.
Usa i seguenti metodi per convincere l'utente che il suo dispositivo sia infetto:
- Apre siti web pornografici sul browser.
- Apre finestre di esplora file con percorsi file casuali.
- Disabilita gestione attività e il prompt dei comandi.
- Avvia in loop il suono di una risata.
- Utilizza la voce TTS di Microsoft per dire cose senza senso e insultare l'utente.

Inoltre, il programma mostra fastidiose finestre pop-up all'utente, che dicono che il computer non sia protetto.

## Rimozione
Nava Shield è rilevabile dalla maggior parte dei principali antivirus, come Malwarebytes, avast!, Kaspersky Antivirus, BitDefender, ESET NOD32, Windows Defender.